# Йостен, Йозеф
Йозеф Йостен (нем. Joesten; 21 июня 1850, Дюрен — 25 сентября 1909, Бонн) — немецкий писатель.

## Биография
Опубликовал под псевдонимом Ганс фон Виндек два сборника стихотворений: «Im Spiegel d. Zeit» (Штуттг., 1892) и «Rumherzige Berge» (Эрф., 1848), а также пьесу «Die Feldflasche von Auerstädt» (Кёльн, 1894). Ему же принадлежат несколько работ по истории литературы и культуры: «Litterar. Leben am Rhein» (Лпц., 1899), «Zur Gesch. d. Hexen und Juden in Bonn» (1900), «Kulturbilder aus dem Rheinland» (1902), «Von deutschen Bergen und Burgen» (Кёльн, 1902) и др.
Покончил с собой 25 сентября 1909 года.